# High Rise
High Rise es el primer EP de la banda de rock estadounidense Stone Temple Pilots, publicado el 8 de octubre de 2013. Es el primer lanzamiento discográfico de la banda en el que no participa el cantante Scott Weiland, despedido de la agrupación en febrero de 2013. El cantante Chester Bennington de Linkin Park se encargó de las voces, por lo que el EP es acreditado a Stone Temple Pilots con Chester Bennington. Sin embargo, sería la única colaboración de Bennington con la banda antes de su salida en 2015 y su fallecimiento en 2017.

## Lista de canciones
Todas las canciones escritas y compuestas por Chester Bennington, Dean DeLeo, Robert DeLeo y Eric Kretz.

| N.º   | Título               | Duración |  |
| 1.    | «Out of Time»        | 3:04     |  |
| 2.    | «Black Heart»        | 3:09     |  |
| 3.    | «Same on the Inside» | 3:15     |  |
| 4.    | «Cry Cry»            | 3:28     |  |
| 5.    | «Tomorrow»           | 3:30     |  |
| 16:26 |                      |          |  |

## Créditos
- Chester Bennington – voz
- Dean DeLeo – guitarra
- Robert DeLeo – bajo
- Eric Kretz – batería

## Posición en la lista de éxitos
| Lista (2013)                   | Posición más alta |
| ------------------------------ | ----------------- |
| Estados Unidos (Billboard 200) | 24                |